# زائدة مطلقة
الزائدة المطلقة هي الزائدة، اللاصقة في الغالب، التي يجوز فصلها عن أصل الكلمة في أحوال معينة.

## أمثلة

### رومية
- مقطع سب (sup-) من فعل سبليكو (supplico "أرجو") زائدة مطلقة تنفصل عند التصريف نحو سب ووس إك بليكو (sub vos [eg] plico "أرجوكم") ولا يقال إك ووس سبليكو (*eg vos supplico).[2]

### تأمل
- واوا العطف في اللغة العربية لاصقة (مقيدة) تتصل بأصل الكلمة دائما، أما في الفارسية فتأتي غالبا منفصلة وقد تأتي متصلة فيمكن اعتبارها زائدة مطلقة.
- ياء النداء ترسم متصلة بما بعدها في الخط العربي القديم، أما عند المتأخرى ن فتكتب منفصلة إعمالا لقاعدة اتصال الأحاديات (الحروف المفردة) وانفصال الثنائيات (الكلمات المركبة من حرفين).